# Kokův cyklus

Kokův cyklus

Možné rozmístění jádra OEC. Atomy Mn a Ca jsou obklopeny rozličnými aminokyselinami.

Kokův cyklus je významný biochemický proces, k němuž dochází v průběhu fotosyntézy. Molekuly vody se ve výsledku štěpí na molekulární kyslík, čtyři elektrony a dva protony. Hlavní roli zde zastupuje tzv. kyslík vyvíjející komplex (OEC, z angl. „oxygen-evolving complex“), která se nalézá ve fotosystému 680. Je to enzym, oxidující vodu během světelné fáze fotosyntézy.
Základem je široce přijímaná teorie, kterou v roce 1970 předložil Bessel Kok (1918-1979), totiž, že komplex OEC může existovat v 5 stavech pojmenovaných S0 až S4. Fotony zachycené fotosystémem II se pohybují komplexem postupně těmito stavy. Poslední stav (S4) je nestabilní a zde reakcí s vodou se produkuje molekulární kyslík O2.

## Průběh
Dnes se ještě stále detailně nezná fungování cyklu, ale jistý způsob reakce by mohl být následující: Sloučenina OEC oxiduje ionty OH- za vzniku peroxidu vodíku, který se rozkládá na vodu a kyslík. Komplex obsahuje vázaný mangan a každý vývoj kyslíku probíhá v 5 stavech, které se značí S0 až S4. Kroky S0 až S4 jsou oxidačně-redukční pochody poháněné energií fotonů, při přechodu ze stavu S4 na S0 se uvolní molekula kyslíku. Komplex přitom mění svoji vnitřní strukturu, pro stavy S0 až S2 je složení Mn4O4, pro stavy S3 a S4 Mn4O6. Při uvolnění molekuly O2 se komplex Mn4O6 přemění na Mn4O4. Ve tmě jsou reakční centra převážně ve stavu S1. Mnoho z informací, které jsou známy, pochází z EPR (elektronová paramagnetická resonance), rentgenové spektroskopie anebo z dalších světelných experimentů.
Ukázalo se, že sloučenina OEC má metaloenzymové jádro, kde se vyskytují jak atomy vápníku, tak manganu. Empirický vzorec anorganického jádra by se mohl vyjádřit jako Mn4Ca1OxCl1-2(HCO3)Y.
Je navrhováno, že evoluce OEC byla započata při přítomnosti minerálů obsahujících mangan, jako jsou rancieit a hollandit v raných oceánech. Minerály byly pravděpodobně asimilovány sinicemi, které je měly začleněny v aktivních centrech komplexu.